# Фриньяно
Фриньяно (итал. Frignano) — коммуна в Италии, располагается в регионе Кампания, в провинции Казерта.
Население составляет 8570 человек (на 2004 г.), плотность населения составляет 945 чел./км². Занимает площадь 9 км². Почтовый индекс — 81030. Телефонный код — 081.
Покровителями коммуны почитаются святые Назарий и Цельсий, празднование 28 июля.